# ユースホステル末広館
ユースホステル末広館（ユースホステルすえひろかん）は日本ユースホステル協会に加盟していた岩手県のユースホステル。
2011年の東日本大震災では津波により1階が床上まで浸水したが、この地域は破壊的な浸水ではなかったため建物自体には大きな被害は無く、ボランティアや復興作業の宿泊所として機能した。
2013年2月28日で閉館し、ユースホステル協会から脱退した。以後は旅館として営業を続ける。以下は閉館時の情報。

## 設備
- 旅館兼業のユースホステルである。一人部屋、あるいは相部屋客の承認を得れば室内での喫煙も可能。
- 市街地に位置しているので買い物には便利である。
- 個人や小グループに適している
- 団体の利用に適している
- グループで一室利用可
- 余裕があればグループで一室利用可
- 駐車場あり
- 駐輪場あり
- 洗濯機あり
- 乾燥機あり
- 荷物預かりあり